# Bitis schneideri
Bitis schneideri је гмизавац из реда Squamata и фамилије Viperidae.

## Угроженост
Ова врста се сматра рањивом у погледу угрожености врсте од изумирања.

## Распрострањење
Присутна је у следећим државама: Јужноафричка Република и Намибија.